# Maarheeze
Maarheeze est un village situé dans la commune néerlandaise de Cranendonck, dans la province du Brabant-Septentrional. Le 1er janvier 2007, le village comptait 5 260 habitants.
Le 1er janvier 1997, la commune de Maarheeze est rattachée à la commune de Budel. Cette nouvelle commune change de nom au 1er janvier 1998 pour devenir Cranendonck.

## Notes et références

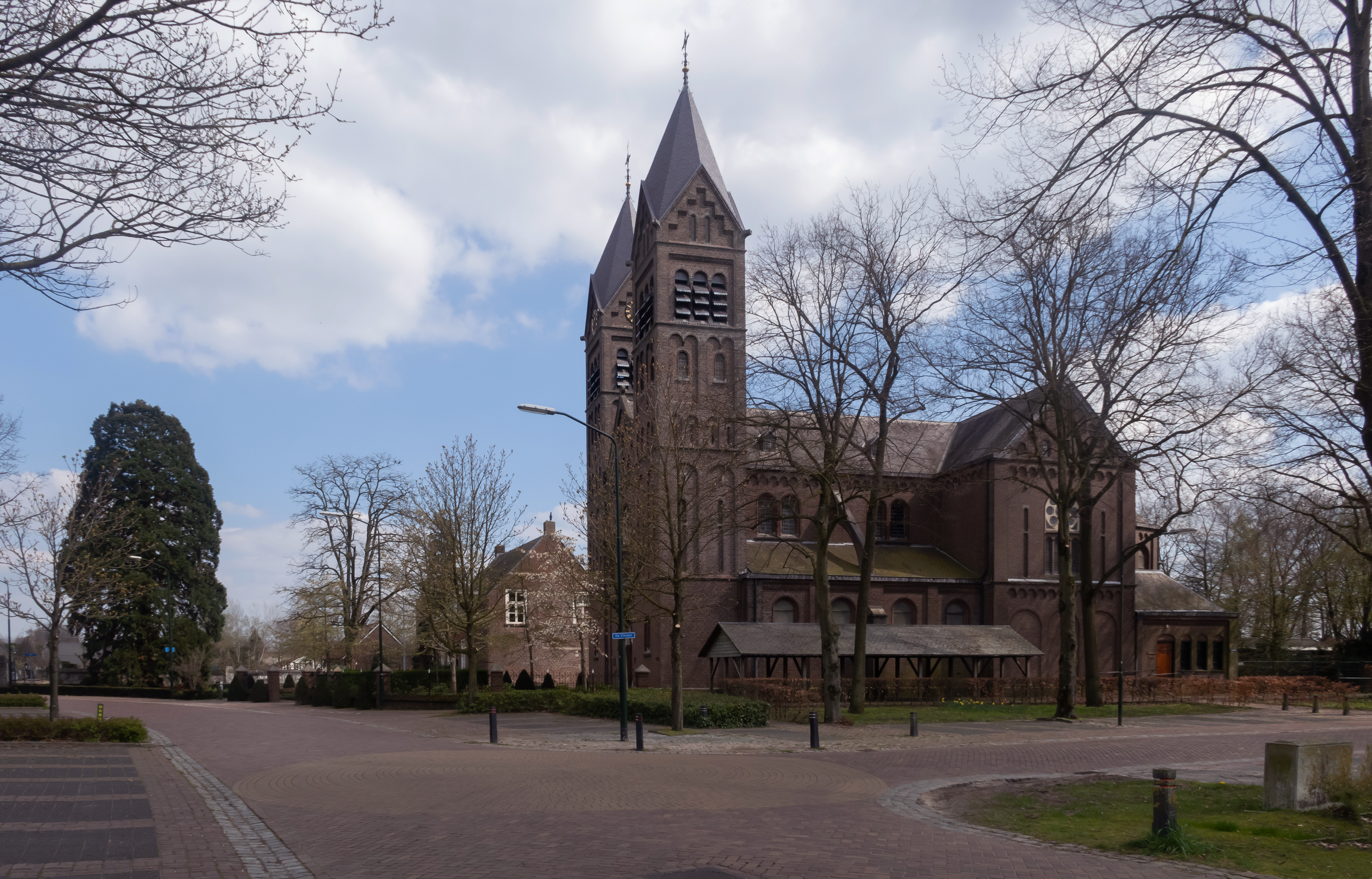
Maarheeze, l'église : la Sint-Gertrudiskerk